# Bremke (Eslohe)

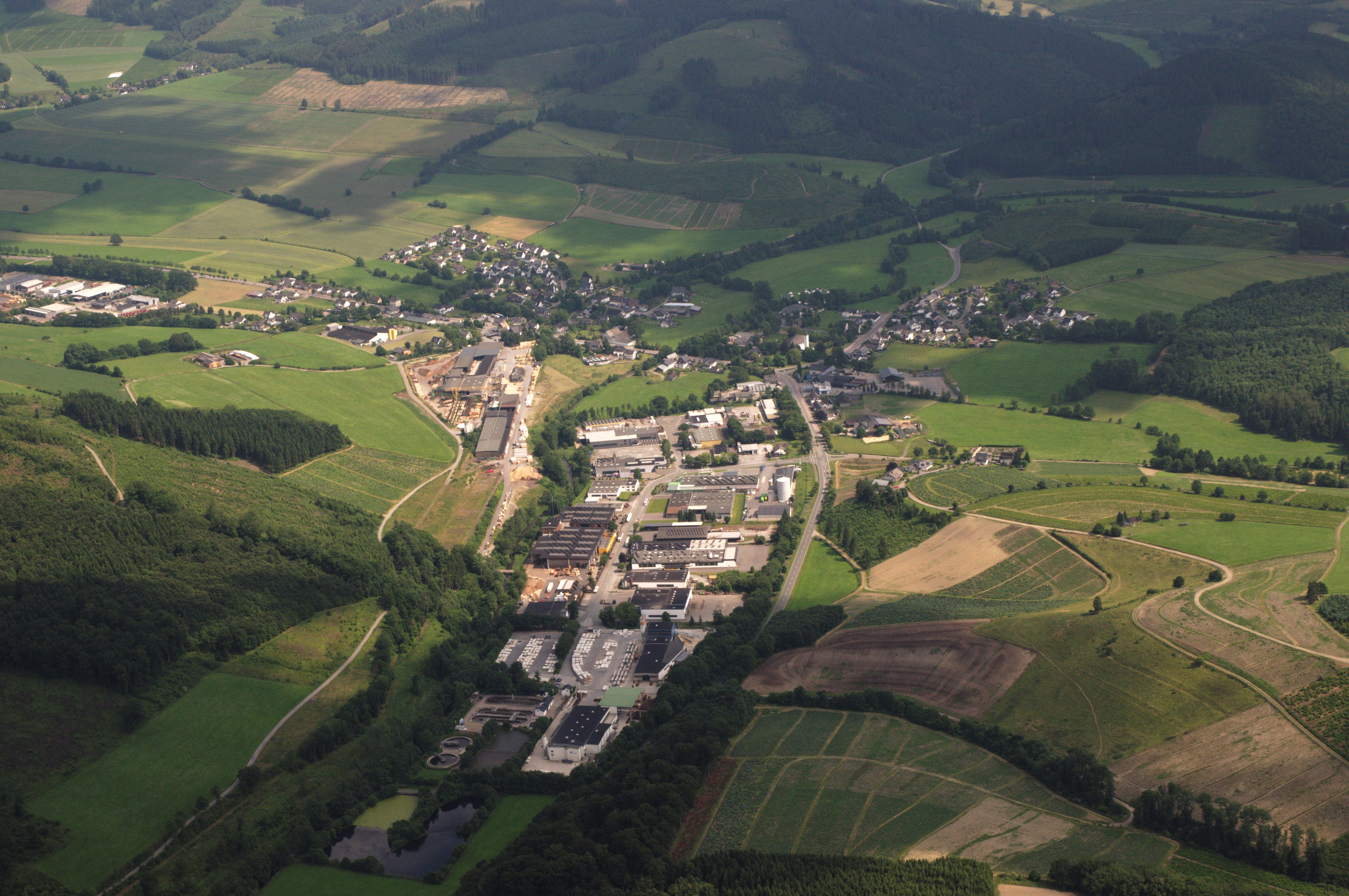
Luftaufnahme Bremke (Eslohe)

Bremke ist ein Ortsteil von Eslohe (Sauerland) im nordrhein-westfälischen Hochsauerlandkreis. 
Die Ortschaft hat 594 Einwohner und liegt im Osten der Gemeinde Eslohe in einer Höhe von rund 300 m. Durch den Ortsteil fließt die Wenne. In der Ortsmitte trifft die Bundesstraße 511 auf die Bundesstraße 55. In unmittelbarer Nähe zur Einmündung befindet sich die St.-Antonius-Pfarrkirche. Der Ort gehörte bis Ende 1974 zur Gemeinde Reiste im Amt Eslohe. Bremke grenzt an Ortschaften Eslohe, Frielinghausen und Reiste. Das Dorf liegt an der Kreuzung der Bundesstraßen 55 und 511. Von 1911 bis 1994 verfügte Bremke über einen Bahnanschluss an der Bahnstrecke Altenhundem–Wenholthausen, der Personenverkehr wurde jedoch schon 1964 eingestellt.